# Episodi di Hot & Bothered
La prima e unica stagione della serie televisiva Hot & Bothered è stata trasmessa negli Stati Uniti sulla NBC dal 7 dicembre 2015 al 22 febbraio 2016.
In Italia, la stagione è andata in onda su Joi dal 18 novembre al 23 dicembre 2016. In chiaro, verrà trasmessa su Canale 5 dal 22 luglio 2017.
| n° | Titolo originale    | Titolo italiano              | Prima TV USA     | Prima TV Italia  |
| -- | ------------------- | ---------------------------- | ---------------- | ---------------- |
| 1  | Pilot               | La star sono io              | 7 dicembre 2015  | 18 novembre 2016 |
| 2  | Evil Twin           | La politica del libro aperto | 7 dicembre 2015  | 18 novembre 2016 |
| 3  | Trapped in a Well   | 3 incidenti                  | 28 dicembre 2015 | 25 novembre 2016 |
| 4  | The Kiss            | Il fantasma del set          | 4 gennaio 2016   | 25 novembre 2016 |
| 5  | The Rivals          | La coppia perfetta           | 11 gennaio 2016  | 2 dicembre 2016  |
| 6  | The Hurricane       | L'uragano                    | 18 gennaio 2016  | 2 dicembre 2016  |
| 7  | The Grand Gesture   | Il fidanzamento              | 25 gennaio 2016  | 9 dicembre 2016  |
| 8  | Sexual Awakening    | Foto e capricci              | 1º febbraio 2016 | 9 dicembre 2016  |
| 9  | Split Personalities | Un uomo diverso              | 8 febbraio 2016  | 16 dicembre 2016 |
| 10 | Caught in the Act   | La lista dei difetti         | 15 febbraio 2016 | 16 dicembre 2016 |
| 11 | The Stalker         | Lo stalker                   | 22 febbraio 2016 | 23 dicembre 2016 |